# Arnold Strippel
Arnold Strippel (2. juni 1911 i Unshausen (nu Wabern ) - 1. maj 1994 i Frankfurt) var en tysk SS- kommandør under nazitiden og dømt som kriminel. Som medlem af SS-Totenkopfverbände, blev han udstationeret i Neuengamme koncentrationslejr, hvor han fik til opgave at myrde ofrene for et medicinsk eksperiment af tuberkulose udført af Kurt Heissmeyer.